# Giáo hoàng đối lập Nicôla V
Nicholas V, tên thật là Pietro Rainalducci (khoảng năm 1260 - 16 tháng 10 năm 1333) là một giáo hoàng đối lập tại Ý từ ngày 12 tháng 5 năm 1328 đến ngày 25 tháng 7 năm 1330 trong suốt triều đại Giáo hoàng của Giáo hoàng Gioan XXII (1316-1334) là người cai trị tại Avignon. Ông là Giáo hoàng đối lập cuối cùng được hậu thuẫn bởi Hoàng đế La Mã Thần thánh.

## Tiểu sử
Rainalducci được sinh ra tại Corvaro, một thành trì cổ gần Rieti Lazio. Ông gia nhập dòng Phanxicô sau khi bỏ vợ vào năm 1310 và trở nên nổi tiếng với những bài rao giảng. Ông được bầu làm Giáo hoàng thông qua ảnh hưởng của Hoàng đế La Mã thần thánh, Ludwig der Bayer, người đã bị rút phép thông công, trong một hội đồng bao gồm các linh mục và giáo dân. Ông được thánh hiến tại Vương cung thánh đường Thánh Phêrô cổ ở Rôma vào ngày 12 tháng 5 năm 1328 bởi giám mục thành Venice.
Sau khi bốn tháng ở Rôma, ông rút lui tới Viterbo dưới sự bảo vệ của Ludwig IV, nhưng vào tháng 12 năm 1328, đặc sứ của Giáo hoàng là hồng y Orsini đã bắt đầu một chiến dịch tấn công Viterbo và Corneto. Nicholas V tháo chạy đến Grosseto và sau đó đến Pisa, nơi ông được bảo vệ bởi đại diện của triều đình. Ngày 19 tháng 2 năm 1329, Nicholas V chủ tại một buổi lễ kỳ lạ ở Duomo Pisa, một hình nộm mặc áo choàng lễ phục đại diện cho Giáo hoàng Gioan XXII bị lên án, phế truất và trở thành một dân thường (Nó được tuyên "đã thực hiện").
Đáp lại, Nicholas V đã bị rút phép thông công bởi Gioan XXII vào tháng 4 năm 1329, và trú ẩn với bá tước Boniface Donoratico gần Piombino. Để được tha thứ, ông đã thừa nhận những tội lỗi của mình với Tổng Giám mục thành Pisa và sau đó từ Avignon, Gioan XXII tuyên bố tha thứ cho ông vào ngày 25 tháng 8 1330. Ông vẫn ở tù "danh dự" trong cung điện của Giáo hoàng ở Avignon cho đến khi qua đời vào tháng 10 năm 1333.